# Folke Knutsson
Karl Folke Knutsson, född 13 mars 1901 i Stockholm, död 27 januari 1993 i Uppsala, var en svensk röntgenläkare och professor.
Knutsson var son till maskinmästare John Knutsson och Inez Selenius. Efter studentexamen 1919 inledde han akademiska studier och blev medicine kandidat 1922, medicine licentiat 1927 och medicine doktor 1935 samt var docent i röntgendiagnostik vid Karolinska institutet 1937–1950. Han blev röntgenläkare vid Vanföreanstalten 1936 och var överläkare 1945–1950 varefter han blev professor i röntgendiagnostik i Uppsala från 1950 samt överläkare vid Akademiska sjukhuset från 1950. Han var inspektor vid Uplands nation från 1953, marinläkare av första graden i reserven 1939. Folke Knutsson författade skrifter i röntgenologi. Han var riddare av Nordstjärneorden och av Finlands Vita Ros' orden.
Åren 1928–1947 var han gift med medicine kandidaten Ingrid Broberg (1909–2003), dotter till grosshandlare August Broberg och Göta, ogift Ringius, samt omgift med Lennart Josephson. De fick barnen Anders Knutsson 1931, Barbro Ursing 1933 (gift med direktör Hans Ursing) och Lars Knutsson 1935. Ett sondotter genom sistnämnda är modedesignern Filippa Knutsson.